# Michael Praetorius
Michael Schultze (Creuzburg, Turingia, 15 de febrero de 1571-Wolfenbüttel, 15 de febrero de 1621), conocido como Michael Praetorius, fue un compositor y organista alemán del Renacimiento tardío, uno de los más versátiles compositores de su época e influyó en el desarrollo de formas basadas en himnos protestantes. 
Michael Praetorius nació en Creuzburg (cerca de Eisenach, Turingia), en el seno de una estricta familia luterana, lo que determinó el curso de su carrera musical. Su padre había sido alumno de Martín Lutero y le había asistido en la confección del Himnario Luterano original. Estudió en Torgau, Fráncfort del Oder y luego en Zerbst.
Fue organista en la Iglesia de Santa María antes de serlo en la corte de Wolfenbüttel , y desde 1604 tuvo el cargo de maestro de capilla. De 1613 a 1616 trabajó en la corte sajona en Dresde, donde fue influido por los músicos italianos, al incluir el estilo policoral de la Escuela de Venecia. Su posterior desarrollo de la forma del concierto coral, particularmente la variedad policoral, fue resultado directo de su familiaridad con los músicos de Venecia, como Giovanni Gabrieli.

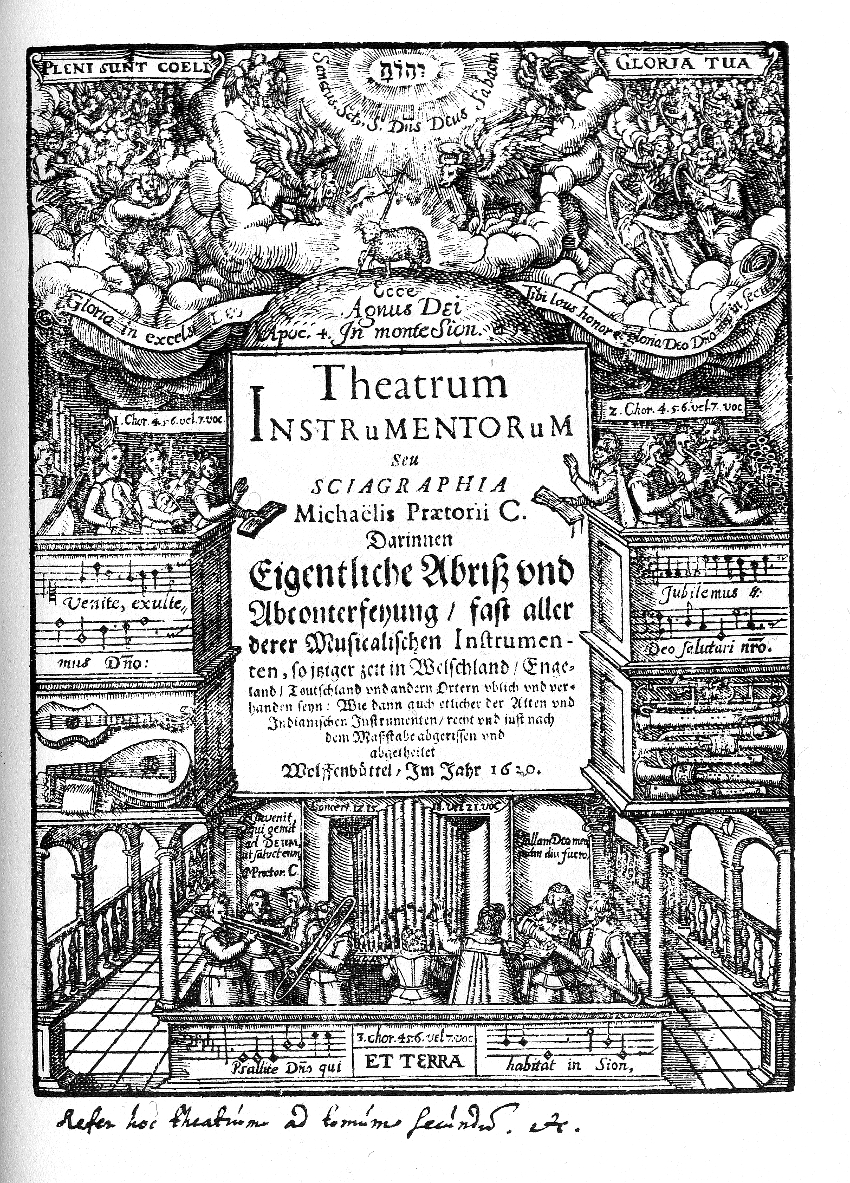
Syntagma Musicum.
Teatrum Instrumentorum (1620).

## Obra
Fue un compositor muy prolífico. Sus obras muestran la influencia de compositores contemporáneos, como Samuel Scheidt y Heinrich Schütz, así como de los italianos ya mencionados. Por ese entonces, Praetorius se hizo famoso como un experto en la construcción de órganos y como director, organista y compositor. Tenía la reputación de ser una persona con un acabado conocimiento de todo lo relacionado con la música. Praetorius es conocido hoy en día por su obra Terpsícore, una colección de más de 300 danzas y melodías francesas que él arregló.
Su tratado en tres volúmenes "Syntagma Musicum" (1614-1620)  es un texto muy detallado sobre la práctica musical de la época, que incluye los instrumentos musicales utilizados.